# Carlota Ulloa
Carlota Ulloa, född 3 mars 1944, död 2 september 2021, var en friidrottare från Chile. Hon deltog vid olympiska sommarspelen 1968.